# Lávka Roztyly – Chodovec
Lávka Roztyly – Chodovec je ocelová lávka pro pěší a cyklisty spojující oblast Roztyl a Chodovce na Jižním Městě v Praze 11. Překonává nultý kilometr dálnice D1 (která v tomto místě má devět pruhů), benzínovou pumpu a dvouproudou přípojku na D1. Celkem 185,4 metrů dlouhý most tvoří symbolickou bránu do hlavního města. Byl postaven v roce 1995 dle návrhu Jaroslava Korbeláře z firmy Pontex. Lávku vlastní a provozuje provozovatel čerpací stanice pod lávkou, původně skupina Agip, v roce 2015 přešly tyto aktivity na skupinu MOL. 
Lávka získala titul „Mostní dílo roku 1995“ na druhém ročníku mezinárodní vědecké konference Mosty v Brně.

## Popis
Záměrně byla zvolena atraktivní nosná konstrukce ze dvou převýšených parabolických oblouků s mezilehle zavěšeným trámem mostovky nad tělesem dálnice. Spojitý ocelový plnostěnný trám o deseti polích má celkovou délku 185,4 metru, dálnici překračuje největším polem o rozpětí trámu 49,46 metru, toto pole je zavěšeno na dvou plnostěnných obloucích. Trám s ocelovou ortotropní mostovkou má výšku 0,65 m a šířku 1,5 m. Běžnými podporami trámu jsou kyvné stojky z ocelových trubek. Rozpětí dvoukloubového oblouku je 58,4 metru a vzepětí 25,9 metru.
Bezbariérově spojuje ulice Koštířova a Türkova, most je přístupný také schodišti od benzínové pumpy, kde se nachází také Památník obětem dopravních nehod, a od parkoviště ležícího severovýchodně od D1.